# 喬璧星
喬璧星（1550年—1613年），字文見，號聚所、聚垣，直隸真定府臨城縣人，民籍，明朝政治人物，萬曆庚辰進士，官至四川巡撫。

## 生平
萬曆四年丙子科順天府鄉試第六十六名舉人。萬曆八年（1580年）庚辰科三甲一百四十名進士。户部觀政，本年授河南中牟縣知縣，十四年以卓异纪录，升山东道監察御史，十五年巡按漕运，十六年巡按应天府，十九年巡按山西。二十一年巡视京营，告病。二十五年（1597年）起补山东道御史，二十六年管京畿道，二十七年升顺天府丞，二十九年致仕。
万历三十二年（1604年）添注顺天府丞，三十三年升大理寺左少卿，本年官至四川巡撫，三十九年致仕，四十一年卒，年六十四。

## 家族
曾祖父喬直，舉人，曾任龍泉知縣；祖父喬宗華，曾任濟陽縣丞；父親喬輔世，增广生。母王氏。子乔若雯、乔若霞。